# Singerie

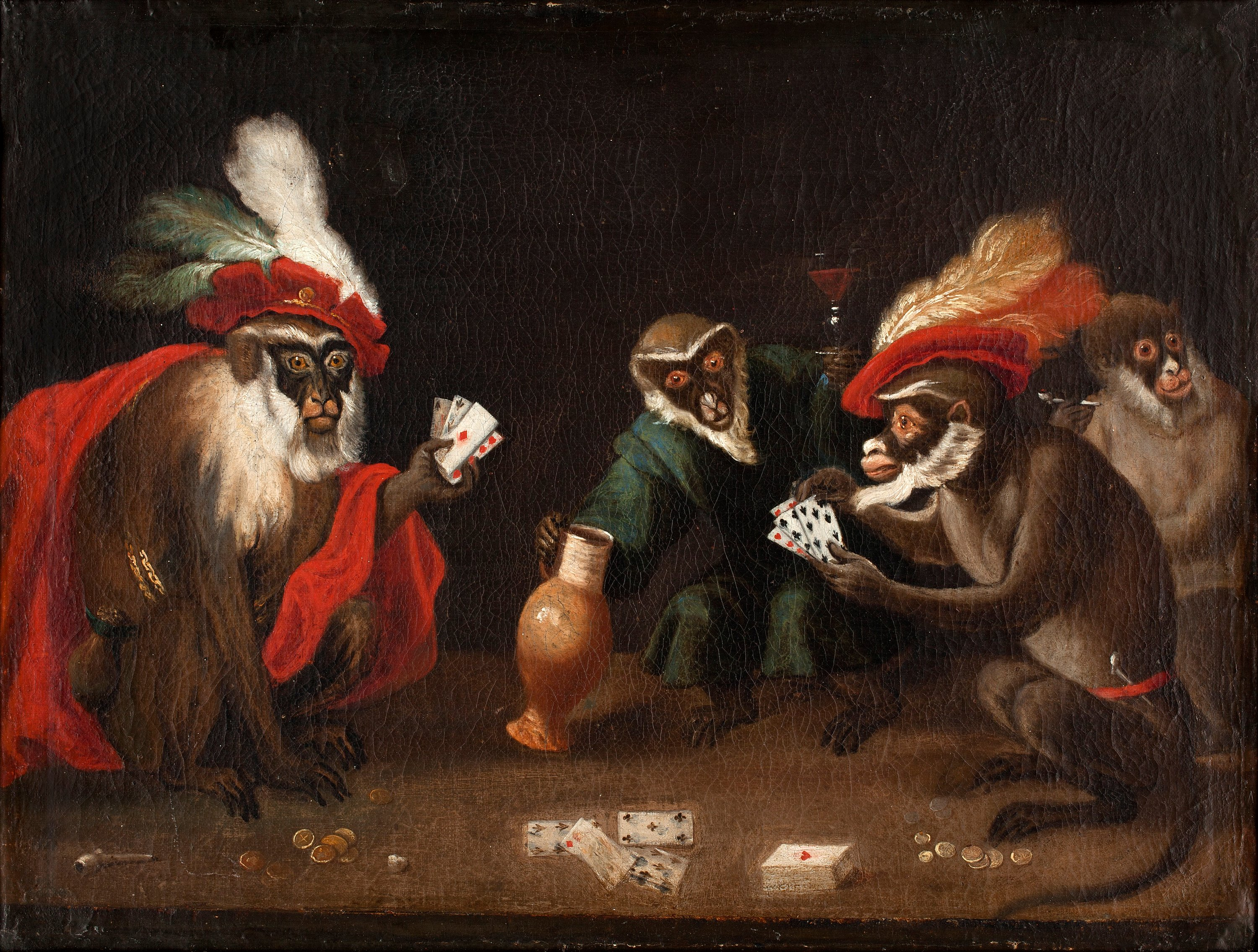
Mones jugant a cartes per Abraham Teniers

La singerie, que podria traduir-se del francès com a monada, és un gènere artístic on hi apareixen mones o simis amb un comportament humà. Sovint són vestides de forma sofisticada i la representació acostuma a tenir un component satíric.

## Història
La pràctica podria arribar a ser traçada fins a l'antic Egipte. L'egiptòleg Cyril Aldred feu notar una apreciació per la representació de micos cap al final de la Divuitena Dinastia. Al llarg de l'edat mitjana a Europa, les mones van ser vistes com un «símbol d'humanitat degradada», i s'utilitzaven per a imitar l'home i llurs febleses, sovint apareixent en els marges de manuscrits.
Les escenes còmiques de mones amb vestuari i desenvolupant-se en un entorn humà va esdevenir tot un gènere en la pintura flamenca del segle xvi i més enllà en el segle xvii. El gravador flamenc Pieter van der Borcht va introduir la singerie com un tema independent al voltant del 1575 en una sèrie de gravats, fortament influenciats en la tradició artística de Pieter Bruegel el Vell. Aquests gravats foren àmpliament disseminats i el tema va ser llavors agafat per altres artistes flamencs, en particular per aquells d'Anvers com Frans Francken el Jove, Jan Brueghel el Vell i el Jove, Sebastiaan Vrancx i Jan van Kessel el Vell. David Teniers el Jove va esdevenir l'exponent principal del gènere i el va continuar desenvolupant amb el seu germà menor Abraham Teniers. Els dos germans van ser capaços de satisfer el gust prevalent en el mercat artístic i això va facilitar que el gènere s'escampés fora de Flandes. Més endavant, artistes del segle xvii com Nicolaes van Verendael, principalment conegut com a pintor de flors i natures mortes, va començar a pintar «escenes de mones».

Una còpia de l'Escultor mico, original pintat al voltant de 1710 per Watteau

Les singeries es van fer populars entre els artistes francesos de principis del segle xviii. El dissenyador i decorador francès Jean Berain el Vell va incloure figures de mones vestides en moltes decoracions murals. El gran ebenista reial André Charles Boulle també les va incloure i arran d'això Watteau va pintar l'Escultor mico, una critique de l'hàbit de l'art i dels artistes per monificar la natura.
Fins i tot una orquestra de mones completa va ser produïda en Porcellana de Meissen. A França, els rococó més famosos d'aquest tipus són la Grande Singerie i la Petite Singerie de Christophe Huet al Château de Chantilly.
A Anglaterra el pintor francès Andieu de Clermont és també conegut per les seves singeries: la més famosa decora el sostre de l'Habitació de la Mona a Hotel Illa de la Mona, a la mateixa Illa de la Mona a Bray-on-Thames, Anglaterra.

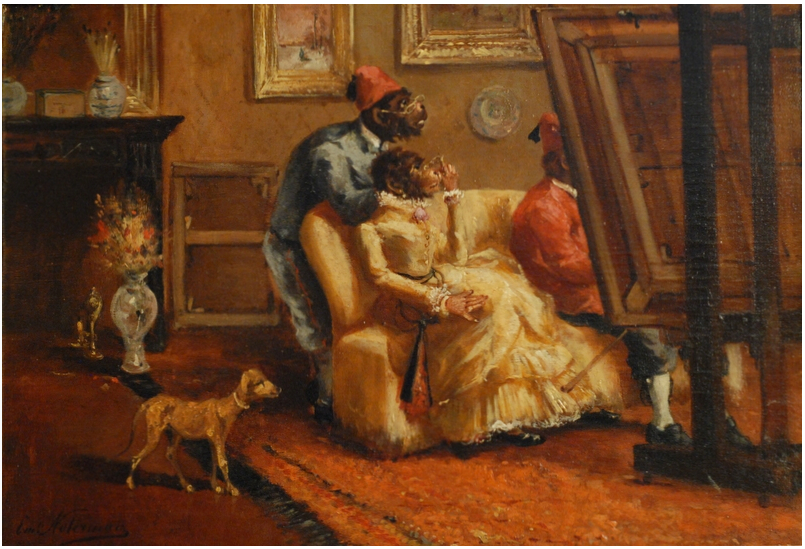
Els experts d'art per Emmanuel Noterman

Les singeries van tornar a fer-se populars al segle xix i artistes d'èxit d'aquest gènere van ser Zacharie Noterman, Emmanuel Noterman, Sir Edwin Henry Landseer, Edmund Bristow, Alexandre-Gabriel Decamps, Charles Monginot i Paul Friedrich Meyerheim.
Goya també evoca la figura del mico pintor en l'obra «Ni más ni menos», número 41 de la sèrie dels Capritxos.